# Барзий, Станислав
Станислав Барзий герба Корчак (пол. Stanisław Barzy; 1529/1530 — 9 ноября 1571 года, Краков) — польский шляхтич, чиновник Королевства Ягеллонов, Речи Посполитой, дипломат, католик. Подписывался «с Болозова (Бложвы)» (Перемышльский земля), помещик Висьнича.

## Биография
Сын военного медика, подкормчего перемышльского Анджея Бажoго и его жены — сестры маршалка великого коронного Петра Кмиты Анны. Имел братьев Анджея, Эразма, сестру Катаржину, сводного брата Петра. Пётр Кмита был опекуном сыновей сестры.
Как придворный короля Сигизмунда II Августа начал службу 5 января 1551, с тех пор 20 лет служил королю (королевским секретарем стал в 1557 году). В 1556 сопровождал принцессу Софию в путешествии в Вольфенбюттель (Германия). В 1557 стал старостой городецким, 10 января 1562 старостой Снятинским. 3 августа 1566 получил пожизненное право в Снятинском старостве. С 1568 года стал маршалком придворным, в конце 1570 (между 24 октября — 14 ноября) старостой генеральным, воеводой краковским (после смерти предшественника Станислава Мышковского 16 июня 1570).
Благодаря своим и отцовским связям, получил значительные имения Кмит и Тенчиньских. Имел постоянную поддержку кардинала Станислава Гозьюша (инструктировал его по поводу уменьшения влияния протестантов, ликвидации их сбора в Кракове). Назначение на должность краковского воеводы сопровождалось борьбой с представителями лагеря протестантов; после назначения на должность католики имели большие надежды на усиление влияния, получил поздравления от папы Пия V. По прибытии в Краков в январе 1571 (после торжественного поздравления от духовенства, Академии, Григорий Самборчик (Чуй) из Самбора посвятил этому событию несколько строф) призвал магистрат поддерживать католический обряд, назначил 2-х ратманов-католиков. Но этим планам помешала преждевременная смерть. В политической жизни активного участия не брал. Ему посвящено несколько религиозных работ на польском языке.
Первая жена — Катаржина Тенчинская (умерла 21 июня 1566, дочь Яна Тенчинского), сын Ян.
Вторая жена — Дорота Горинська.